# Vive l'harmonie !
Vive l'harmonie ! (Haja Harmonia) est une pièce de théâtre portugaise en deux actes, écrite en 1997 par Mário de Carvalho et traduite en français en 2003 par Marie-Hélène Piwnik.

## Argument
Un mystérieux code en morse que s'envoient les prisonniers pour communiquer avec la cellule d'à côté est en train de rendre fou le directeur d'une prison, alors que les prisonniers eux-mêmes n'y comprennent rien. Dans cette prison d'un pays imaginaire, où donner du pain aux poissons est formellement interdit mais où il est autorisé de se servir de son gourdin si on en a le permis, les prisonniers rêvent que l'on remplace les filets-mignons au poivre et les langoustines qu'on leur sert par des chinchards avec des nouilles. Au fur et à mesure de l'histoire, la prison se transforme peu à peu en une métaphore de la société actuelle, où des comportements dérisoires s'affrontent sur une incommunicabilité grandissante jusqu'à l'apothéose de la fin. Au-delà d'une satire sociale, il s'agit d'une farce baroque.
Le premier acte est essentiellement bâti sur les histoires que se raconte chacun leur tour les trois prisonniers. Le second acte comprend plus de chansons et se focalise plus sur les soucis du directeur.

## Personnages
- César : prisonnier, parce qu'il a braillé « Oups » dans le métro.
- Bento : prisonnier, parce qu'il marchait sur un pied.
- Abel : prisonnier, parce qu'il donnait du pain aux poissons.
- Le gardien : sert de liaison entre les prisonniers et le directeur.
- Le directeur : cherche à tout prix à savoir la raison des coups dans le mur.
- Le chef des gardiens.
- La femme du directeur : joue les grandes dames et se plaint sans cesse.
- Adelaïde-la-Bénisseuse : apparition dans l'histoire de César.
- Lopes-le-Scieur-de-Long : apparition avec Adelaïde.
- Filipa Simoes Lopes : apparition dans l'histoire de Bento.
- Gonçalves-l'Indigène : apparition, amour de Filipa.
- La mère du directeur : se plaint sans cesse auprès de son fils le directeur, entrant en concurrence avec sa femme.
- Joana-la-Devineresse : apparition dans l'histoire d'Abel.
- Ireneu-l'Entrepreneur : apparition, rival de Joana.
- Une jeune fille : apparition.
- Adalberto Neves : prisonnier pour délit de révasserie, missivé par le directeur pour connaître la signification des coups.
- Olga : prostituée qui vient rendre visite aux prisonniers.
- Le Chevalier-au-Blanc-Destrier : apparition, fantasme d'Olga.